# Ștefan Burlacu
Ștefan Burlacu (n. 29 iulie 1967

) este un deputat român, ales în 2012.